# Блебеа (Њамц)
Блебеа (рум. Blebea) насеље је у Румунији у округу Њамц у општини Таргу Њамц. Oпштина се налази на надморској висини од 345 m.

## Становништво
Према подацима из 2002. године у насељу је живело 733 становника, од којих су сви румунске националности.